# Iglesia de San Gioacchino (Palermo)
La iglesia de San Gioacchino all'Olivella es un edificio de culto ubicado en el centro histórico de Palermo . Iglesia dedicada a San Gioacchino, está situada en el barrio de Olivella, del que toma el nombre, en la esquina de via San Basilio y via Patania.

## Historia
Después de una escuela pública, en 1721 se abrió el colegio de Santa Maria dell'Olivella, por iniciativa del párroco de la iglesia de Santa Croce con el objetivo de instruir a los jóvenes en los rudimentos de la religión católica así como en Las habilidades manuales y la educación social de la época, dado el aprecio recibido por parte de la nobleza de la ciudad que garantizaba a la institución considerables donaciones económicas, se decidió crear una iglesia de dimensiones adecuadas y que satisficiera las necesidades religiosas del colegio. La tarea del proyecto recayó entonces en el arquitecto Nicolò Palma, sobrino y alumno de Andrea Palma, quien, inspirándose en los mejores edificios barrocos de la ciudad, inició el proyecto que estaba destinado a materializarse en pocos años. El edificio, dedicado a San Joaquín, padre de la Virgen María, el primero con tal advocación en la ciudad, fue inaugurado el 15 de diciembre de 1727. 
La iglesia resultó gravemente dañada por los bombardeos de 1943 y fue reparada después de la guerra.

## Edificio
La fachada es de un solo cuerpo, dividido por cuatro pilastras con capiteles corintios animados y un tímpano curvilíneo con cartela y escudo, bajo el cual se coloca un medallón de estuco que representa a San Joaquín y María niña creado por Francesco Alajmo en 1744. La artística cornisa saliente se extiende por todo el ancho del edificio y también está presente en el interior.El segundo orden se caracteriza por un marco delgado, una ventana central se acompaña de dos óculos laterales. El orden superior con sólo dos pilastras y un único óculo se cierra superiormente mediante un frontón triangular conectado con contrafuertes laterales.

### Interno
El interior es una gran sala rectangular a la que se abren cuatro capillas semicirculares. Toda la iglesia está envuelta en un manto blanco de elegantes estucos que representan festones, guirnaldas y rostros de ángeles y querubines, obra de Procopio Serpotta, hijo del más conocido Giacomo Serpotta. En el vestíbulo hay un bello relieve de estuco que representa la Huida a Egipto ; dos columnas sostienen el coro apoyado en la contrafachada que da acceso a la nave.
- Pared derecha:
  - Capilla de la Virgen del Rosario : altar de la Virgen del Rosario;
  - Capilla de la Purísima Concepción : altar de la Purísima Concepción. En la sala se encuentran dos lienzos del siglo XVIII atribuidos a Filippo Randazzo .
- Pared izquierda:
  - Capilla del Arcángel Rafael : en el altar destaca la pintura de Pietro Martorana de 1750.

Altar mayor de 1770: alberga un retablo que representa a San Gioacchino de Pietro Martorana, a los lados hay frescos del mismo autor. Valioso crucifijo de madera sobre fondo de estuco.
Una balaustrada mixta de mármol separa la tribuna, las dos estatuas de San Gregorio y San Filippo colocadas lateralmente son obra de Procopio Serpotta, autor de toda la decoración de estuco de la tribuna.

## colegio de maria
Establecimiento del Colegio (1721) 
Las instituciones religiosas establecidas impartían educación a las niñas del pueblo. Educación y cultura hasta entonces reservadas a los descendientes de familias nobles y adineradas.

## Iglesia y monasterio de los padres basilianos
En las inmediaciones del lugar de culto, de principios del siglo XIX, están documentados una iglesia y su monasterio regido por los padres Basilianos. 